# Santiago Sporting Club
El Santiago Sporting Club fue un equipo de fútbol de Santiago de Compostela fundado en 1911 que impulsó la celebración del Campeonato de Compostela, organizó la Copa del Apóstol y compitió en el Campeonato de Galicia.

## Historia

### Etapa inaugural
Los orígenes del equipo se remontan a la iniciativa de un grupo de distinguidos jóvenes del Patronato de San Luis Gonzaga de Santiago de Compostela, que en julio de 1911 decidieron fundar un club para el fomento del deporte en torno a una directiva con Lorenzo Valdés como presidente. A falta de instalaciones propias en las que desarrollar otras actividades, el club se constituyó inicialmente en torno a su equipo de fútbol, jugando como local en el Campo de Santa Isabel, de propiedad municipal.
Debutó en competición oficial el 13 de agosto de 1911 en un partido de la Copa Seoane disputado frente al Villagarcía Fútbol Club en Villagarcía de Arosa, suspendido con 1-0 en el marcador a los treinta minutos de juego por retirada del equipo visitante en señal de protesta contra los repetidos abusos permitidos por el árbitro, que era al mismo tiempo secretario del equipo local.
En noviembre de 1911 negociaron con el Ayuntamiento de Santiago la titularidad de los derechos de organización de la Copa del Apóstol, pero en una época en la que los equipos de fútbol todavía no contaban con una masa social suficiente para garantizar su solvencia y estaban sujetos a una existencia intermitente de quiebras y refundaciones, la falta de medios económicos acabaría propiciando ese mismo año la desaparición del club, cuyo nuevo proyecto iniciado en 1913 tampoco llegó a prosperar.

### Etapa profesional
De la mano de varios de los jugadores que habían pertenecido al equipo, encabezados por Manuel Romero Gerpe como nuevo presidente, en 1919 comenzó la etapa profesional del club. En su nueva andadura, la directiva retomó las negociaciones con el Ayuntamiento para obtener definitivamente ese año los derechos de organización de la Copa del Apóstol, e impulsó además la celebración anual del Campeonato de Santiago, una competición en la que los equipos de la capital y al menos uno invitado procedente de otras localidades disputarían la conquista de un trofeo de plata aportado por el propio club, con la intención de elevar el nivel competitivo del fútbol local.
En 1920 se hizo cargo de la presidencia Miguel Barca, que manteniendo a Gerpe como vicepresidente implantó un modelo de club al estilo inglés, conjugando el fomento del deporte con la formación cultural y el desarrollo de una cantera de base universitaria con una gestión profesional de fichajes de futbolistas destacados.

#### Campo de Don Mendo
Consciente de la importancia de que el equipo dispusiese de un campo de fútbol en propiedad con capacidad de generar beneficios por medio de la venta de entradas en lugar de suponer gastos de arrendamiento, el nuevo presidente realizó una aportación de su propio capital y obtuvo una subvención del Ayuntamiento para adquirir unos terrenos aledaños a la plaza de toros,  bajo el Paseo de la Herradura, en los que hacia finales de agosto de 1920 comenzaron las obras de construcción del futuro estadio.
El Campo de Don Mendo, que debe su nombre a la antigua denominación popular de los terrenos sobre los que se construyó, fue inaugurado el 21 de noviembre de ese mismo año con un encuentro amistoso entre el Fortuna de Vigo y el Athletic de Pontevedra, equipos punteros del fútbol gallego por aquel entonces, cuya popularidad hizo que se llenaran por primera vez las mil localidades que tenía de aforo el campo en sus gradas de madera. El partido concluyó con una victoria por 4-1 a favor de los vigueses.
Para completar el modelo inglés, el mismo día quedó inaugurado también el local del equipo, concebido como un club de caballeros para esparcimiento común de los socios y los jugadores. Sus instalaciones y su excelente ubicación junto al Casino de Santiago, en el número 33 de la Rúa del Villar, ayudaron a captar en pleno centro de la ciudad a un buen número de nuevos socios que tuvieron su primer contacto con el fútbol a través del club social, y sólo así comenzaron a aficionarse a acudir a Don Mendo.

#### Contribución a la ciudad
La iniciativa de organizar el Campeonato de Santiago, celebrado por espacio de tres temporadas entre abril de 1919 y mayo de 1921, y la mayor accesibilidad del Campo de Don Mendo, contribuyeron por una parte a aumentar el interés de los santiagueses por el fútbol, habiendo atraído a un total de 16.000 espectadores a lo largo de todos los partidos de la competición, y por la otra, a elevar el nivel técnico de los equipos locales, que al disputar encuentros con mayor frecuencia y contra rivales de mayor entidad lograron recortar en muy poco tiempo las grandes diferencias que los habían separado hasta entonces de los equipos coruñeses y vigueses, de mucha mayor experiencia.
Al haber obtenido los derechos de organización de la Copa del Apóstol por parte del Ayuntamiento de Santiago, la gestión a cargo de una entidad deportiva y no municipal confirió prestigio profesional al torneo y ayudó a atraer la presencia de los mejores equipos de Galicia como reclamo futbolístico para las Fiestas del Apóstol, en sintonía con la política de la nueva directiva de invitar periódicamente a rivales de primera fila con los que aumentar el interés de la afición y dar rodaje de altura a sus jugadores.
La identidad del club se caracterizó además desde sus inicios por una marcada vocación social, que a lo largo de su existencia llevó a la entidad a organizar partidos benéficos, realizar donativos, o acoger en sus salones actos caritativos, despertando muy pronto simpatías entre los aficionados y convirtiéndose, tanto por su rendimiento competitivo y su aportación a la profesionalización del fútbol local como por su dimensión social como club, en la primera asociación deportiva compostelana.

#### Campeonato de Galicia
Gracias a la incorporación de grandes jugadores y a un rodaje cada vez mayor, el equipo comenzó a caracterizarse en su etapa profesional por desplegar un juego vistoso, rápido y asociativo, de vocación ofensiva y facilidad para el gol, muy atractivo para los aficionados.
La buena marcha del equipo fructificó al término de la temporada 1921-22 con el ascenso a la Segunda Categoría del Campeonato de Galicia, convirtiéndose en el primer equipo de Santiago en alcanzar la división de plata del fútbol gallego, en la que competían además el Rápido de Bouzas, el Racing de Ferrol, el Alfonso XIII, el Eiriña y el Nuevo Club, estos dos últimos también como recién ascendidos.
El Sporting logró su mayor éxito deportivo al ganar la Copa del Apóstol de 1922 frente al Real Vigo, equipo de la Primera Categoría que meses más tarde acabaría proclamándose campeón de Galicia. Además de ser una victoria histórica, la brillante actuación del equipo sirvió para dar muestras de su potencial de cara al estreno en la Segunda Categoría, confiando incluso en una rápida transición hasta Primera.
Ese estreno nunca llegaría a producirse, a raíz del escándalo administrativo que tuvo lugar cuando el comité directivo de la Federación Gallega, compuesto por miembros del Real Vigo, el Real Fortuna y el Comercial de Vigo, decidió invalidar el ascenso del Sporting, del Eiriña y del Nuevo Club alegando que no habían jugado una promoción frente a los últimos clasificados de la Segunda Categoría, hecho que en cambio no había impedido el ascenso del Comercial a la Primera Categoría en las mismas condiciones y que al mismo tiempo anulaba ilegalmente la decisión aprobada por la propia Federación en la sesión del comité celebrada apenas cuatro meses antes en base al mismo reglamento.
La sólida trayectoria del Sporting quedaba así truncada, al ver cómo sus mejores jugadores, que por su nivel aspiraban a competir en Primera, pasaron a engrosar las filas de los equipos coruñeses y vigueses antes que verse relegados a jugar en la Tercera Categoría.

### Desaparición
A la decepción por el ascenso fallido y a la necesidad de empezar de cero con nuevos jugadores después de una fuerte inversión económica que debía seguir creciendo se le sumó en 1922 la triste noticia de la grave enfermedad de Gerpe, que más allá de su condición de antiguo jugador y vicepresidente era el alma del equipo.
El club ya no participaría en ninguna competición oficial en 1923, aunque su baja definitiva no se confirmó hasta finales del año siguiente, al no haber comunicado en su momento su disolución a la Federación. A pesar de que a lo largo de las siguientes temporadas algunos de sus antiguos jugadores reunieron puntualmente a otros futbolistas retomando el nombre del equipo, que también empleó el Mutualidad al quedar vacante, en ningún momento volvió a existir oficialmente como club profesional.

## Indumentaria
Desde su fundación, el Santiago Sporting vistió camiseta de color rojo, pantalón negro y medias rojas adornadas con una franja negra entre dos franjas blancas en la parte superior. Como visitante, en caso de coincidencia con los colores del equipo local, empleaba camiseta y pantalón blancos con las medias del uniforme titular.
|  |  |

## Palmarés
- Copa del Apóstol (1): 1922.[23]
- Subcampeón del Campeonato de Santiago: 1919, 1920, 1921.[1]

El año 1919 no se proclamó ningún vencedor del Campeonato de Santiago debido a un incidente arbitral producido durante la final, por lo que tanto el Santiago Sporting como el Club Compostela, los dos finalistas, obtuvieron el subcampeonato. La temporada 1922, por decisión del Club Compostela, no se celebró el campeonato.

## Futbolistas
Jugaron en el Santiago Sporting algunos de los mejores futbolistas gallegos de la época, entre los que cabría destacar a Jesús Buján, Magadán, Legerén, Ruza, Bouzón, Tojo, Caamaño o Ramón Castromil, que en 1928 se convertiría en el fundador del equipo que más adelante dio origen a la Sociedad Deportiva Compostela.

## Rivalidades
Tuvo una gran rivalidad con el Club Compostela por la hegemonía del fútbol santiagués, ya que a pesar de su superioridad y de obtener mejores resultados y mayores logros a nivel regional, nunca fue capaz de derrotar a los albicelestes en partido oficial. Tuvo también una cierta rivalidad local con el Rápido, pero fue muy breve, ya que el inicio del auge de los rojigualdas, que culminó con su refundación como Santiago Fútbol Club con uniforme azulgrana, coincidió con la desaparición del Santiago Sporting.